# Prapancha Pash
Prapancha Pash (A Throw of Dice) is een Indiase film uit 1929, geregisseerd door de Duitse regisseur Franz Osten. Het verhaal is gebaseerd op de Mahabharata een belangrijk en omvangrijk epos uit de Indiase mythologie. De film was het laatste deel van een drieluik door Osten.
Voor de opnames werd groots uitgepakt met o.a. duizend acteurs en duizend paarden. De opnames vonden plaats op verschillende locaties in Rajasthan.
In 2007 werd een gerestaureerde versie van de film uitgebracht met nieuwe muziek en in 2013 kwam nogmaals een versie met nieuwe muziek uit.

## Synopsis
Twee koningen willen beide met dezelfde vrouw trouwen en besluiten de strijd te beslechten met een spelletje craps.

## Rolverdeling
| Acteur              | Personage  |
| ------------------- | ---------- |
| Seeta Devi          | Sunita     |
| Himansu Rai         | Sohan      |
| Charu Roy           | Ranjit     |
| Modhu Bose          |            |
| Sarada Gupta        | kluizenaar |
| Lala Bijoykishen    |            |
| Tincory Chakrabarty |            |